# Anton Stini
Anton Stini (13. června 1862, Olšina – 26. října 1922, Prachatice) byl prachatický německý lékař, první primář místní nemocnice.
Pocházel z obce Olšina u dnešní lipenské přehrady, ze sedlácké rodiny. Základní školu vychodil v Hodňově a později studoval na německém gymnáziu v Českém Krumlově. Lékařství studoval ve Vídni, kde jej dokončil v roce 1890. Jeho učitelem byl Karl von Braun. Po skončení studia se přestěhoval na Moravu, kde pracoval jako lékař v Lukově, a to až do roku 1895.
Poté se přestěhoval do Prachatic, kde působil jako obvodní lékař, byl dokonce zvolen i do místního zastupitelstva, do rady města, kde zastával post člena rady. Po otevření prachatické nemocnice byl nejspíše na doporučení Franze Kerschbauma jmenován jejím prvním primářem. Kromě toho působil Stini také jako lékař v Lázních svaté Markéty (s různými přestávkami). Zemřel v Prachaticích ve věku šedesáti let.